# MA-22
La MA-22 est une voie rapide urbaine en construction qui va relier la MA-21 et la rocade ouest au Port de Malaga au sud-ouest de la ville.
Elle permet d'accéder directement au port depuis ces autovías.
Cette voie rapide est une nécessité car le port de Malaga a connu un fort développement économique ces dernières années notamment l'été, grâce aux véhicules à destination d'Afrique du Nord par ferry qui là relie régulièrement à Melilla et Al Hoceima. De plus, le développement économique de Malaga a explosé et ses échanges avec les plus grandes villes du monde également. Le port de Malaga est un des plus développés de la Mer Méditerranée.

## Tracé
- Elle se détache de la MA-20/MA-21/A-7 pour ensuite desservir prolonger la Calle de Pacifico jusqu'au Port de Malaga

## Sorties
| Numéro de la sortie | Nom de la sortie | Bifurcation |
| ------------------- | --- | ----------- |
|                     | Malaga Ouest - Malaga-Avenida de Velazquez - Aéroport de Malaga Cordoue - Séville - Almeria Torremolinos - Fuengirola Marbella - Algésiras | MA-21       |
|                     | Centre Commercial Azucarera |             |
|                     | Carrefour Los Patios - Stade Olympique de Malaga                                                                                           |             |
|                     | Malaga-Calle Pacifico |             |
|                     | Malaga-Calle Pacifico - Centrale Thermique de Malaga Malaga-Avenida de Molière                                                             |             |
|                     | Malaga-Calle Pacifico - Malaga-Paseo de Antonio Marchado                                                                                   |             |